# Lenguas de Albania
Teniendo en cuenta su posición estratégica en los Balcanes, Albania posee gran variedad de lenguas (La mayoría no oficiales, como el griego, arrumano, macedonio, etc), además de contar con dos dialectos del albanés (tosco y guego, con una amplia diferencia tanto léxica como gramatical).
Debido a esto, gran parte de su población tiene un nivel elevado o aceptable tanto de griego como de macedonio y serbio.
Lista de lenguas habladas:
- Albanés tosk: Hablado por 2,900,000 personas. Es usado como el albanés estándar.
- Albanés gheg: Hablado por 1,800,000 personas. Es el menos hablado y no es el que se enseña en los centros de educación. Se habla mayoritariamente en el norte de Albania.
- Serbio/montenegrino: Hablado por 300,000 personas. Lo habla gran parte de los albaneses provenientes de Kosovo y otras comunidades serbio-montenegrinas. Hablado mayoritariamente en el norte de Albania.
- Griego: Lo hablan 300,000 personas. Es muy común encontrar hablantes de este idioma en el sur de Albania.
- Macedonio: Hablado por 150,000 personas. Se habla en el este de Albania entre comunidades de macedonios o de albaneses conocedores de dicho idioma.
- Lenguas balcorrumanas: Lo hablan aproximadamente 60,000 personas.
- Arrumano: Lo hablan 10,000 personas. Se pueden encontrar hablantes de esta lengua en el sur de Albania.
- Italiano: Es el principal idioma extranjero impartido en la enseñanza, y es utilizado sobre todo en la región costera del país.

- Datos: Q2047966
- Multimedia: Languages of Albania / Q2047966